# Lady Macbeth saisissant les poignards
Lady Macbeth saisissant les poignards – ou en anglais Lady Macbeth Seizing the Daggers – est un tableau de l'artiste britannique Johann Heinrich Füssli réalisé en 1812. Cette huile sur toile représente un passage de la seconde scène du deuxième acte de Macbeth, par William Shakespeare : le protagoniste Macbeth tient à bout de bras les poignards encore ensanglantés avec lesquels il vient de tuer le roi Duncan tandis que son épouse Lady Macbeth, instigatrice du régicide, lui fait signe de ne pas faire de bruit en s'élançant vers lui pour le désarmer. L'œuvre est aujourd'hui conservée à la Tate Britain, à Londres.